# Acilepidopsis
Acilepidopsis é um género botânico pertencente à família Asteraceae. A sua única espécie é Acilepidopsis echitifolia.